# Liste der japanischen Meister im Skeleton
Die Liste der japanischen Meister im Skeleton umfasst alle Sportler, die sich bei den nationalen Meisterschaften Japans im Skeleton (jap. 全日本スケルトン選手権大会, zen-nihon sukeruton senshuken taikai) auf den ersten drei Rängen platzieren konnten.

## Platzierungen

### Einer der Männer
| Jahr | Ort    | Meister            | Vize                           | Dritter            |
| ---- | ------ | ------------------ | ------------------------------ | ------------------ |
| 1998 | Nagano | Kazuhiro Koshi     | Yoshiharu Nakata               | Hiroyuki Maruyama  |
| 1999 | Nagano | Kazuhiro Koshi     | Toshinari Miyamoto Yūki Nozawa | –                  |
| 2000 | Nagano | Kazuhiro Koshi     | Yūki Nozawa                    | Masaru Inada       |
| 2001 | Nagano | Kazuhiro Koshi     | Masaru Inada                   | Yūki Nozawa        |
| 2002 | Nagano | Yuzuru Hanyūda     | Hiroyuki Maruyama              | Yoshiharu Nakata   |
| 2003 | Nagano | Kōshun Tōjō        | Yūki Nozawa                    | Takehito Naka      |
| 2004 | Nagano | Kōshun Tōjō        | Kazuhiro Koshi                 | Masaru Inada       |
| 2005 | Nagano | Kazuhiro Koshi     | Masaru Inada                   | Kōshun Tōjō        |
| 2006 | Nagano | Masaru Inada       | Kazuhiro Koshi                 | Kōshun Tōjō        |
| 2007 | Nagano | Kazuhiro Koshi     | Shinsuke Tayama                | Masaru Inada       |
| 2008 | Nagano | Kazuhiro Koshi     | Masaru Inada                   | Hiroatsu Takahashi |
| 2009 | Nagano | Hiroyuki Bamba     | Masaru Inada                   | Shinsuke Tayama    |
| 2010 | Nagano | Shinsuke Tayama    | Masaru Inada                   | Kazuhiro Koshi     |
| 2011 | Nagano | Hiroatsu Takahashi | Keisuke Kondō                  | Shinsuke Tayama    |
| 2012 | Nagano | Hiroatsu Takahashi | Shinsuke Tayama                | Noriyasu Ato       |
| 2013 | Nagano | Hiroatsu Takahashi | Keisuke Kondō                  | Noriyasu Ato       |
| 2014 | Nagano | Shinsuke Tayama    | Hiroatsu Takahashi             | Yūki Sasahara      |
| 2015 | Nagano | Yūki Sasahara      | Hiroatsu Takahashi             | Katsuyuki Miyajima |
| 2016 | Nagano | Hiroatsu Takahashi | Yūki Sasahara                  | Katsuyuki Miyajima |

### Einer der Frauen
| Jahr | Ort    | Meisterin       | Vize            | Dritte            |
| ---- | ------ | --------------- | --------------- | ----------------- |
| 1998 | Nagano | Aya Shibata     | Mikiko Yoshioka | Yoshiko Ōta       |
| 1999 | Nagano | Mikiko Yoshioka | Yoshiko Ōta     | Aya Shibata       |
| 2000 | Nagano | Tomoko Amemiya  | Mikiko Yoshioka | Yoshiko Ōta       |
| 2001 | Nagano | Mikiko Yoshioka | Kiyomi Yoshida  | Natsuko Kanke     |
| 2002 | Nagano | Natsuko Kanke   | Kazue Kineri    | Yoshiko Ōta       |
| 2003 | Nagano | Kayako Yamada   | Kanako Takamaru | Yoshiko Kawashima |
| 2004 | Nagano | Eiko Nakayama   | Natsuko Naka    | Hitomi Mizukura   |
| 2005 | Nagano | Natsuko Naka    | Eiko Nakayama   | Hitomi Mizukura   |
| 2006 | Nagano | Eiko Nakayama   | Natsuko Naka    | Kayako Yamada     |
| 2007 | Nagano | Nozomi Komuro   | Eiko Nakayama   | Maho Katsuyama    |
| 2008 | Nagano | Eiko Nakayama   | Nozomi Komuro   | Takako Ōmukai     |
| 2009 | Nagano | Eiko Nakayama   | Nozomi Komuro   | Takako Ōmukai     |
| 2010 | Nagano | Nozomi Komuro   | Eiko Nakayama   | Takako Ōmukai     |
| 2011 | Nagano | Nozomi Komuro   | Takako Ōmukai   | Eiko Nakayama     |
| 2012 | Nagano | Nozomi Komuro   | Eiko Nakayama   | Takako Ōmukai     |
| 2013 | Nagano | Nozomi Komuro   | Takako Ōmukai   | Rie Yonekura      |
| 2014 | Nagano | Nozomi Komuro   | Takako Ōmukai   | Eiko Nakayama     |
| 2015 | Nagano | Nozomi Komuro   | Eiko Nakayama   | Takako Ōmukai     |
| 2016 | Nagano | Nozomi Komuro   | Takako Oguchi   | Eiko Nakayama     |

## Medaillengewinner
- Platzierung: Gibt die Reihenfolge der Sportler wieder. Diese wird durch die Anzahl der Titel bestimmt. Bei gleicher Anzahl werden die Vizemeisterschaften verglichen und anschließend die dritten Plätze.
- Name: Nennt den Namen des Sportlers.
- Von: Das Jahr, in dem der Sportler das erste Mal unter die besten drei kam.
- Bis: Das Jahr, in dem der Sportler zum letzten Mal unter die besten drei kam.
- Titel: Nennt die Anzahl der gewonnenen Meistertitel.
- Silber: Nennt die Anzahl der Vizemeistertitel.
- Bronze: Nennt die Anzahl der Platzierungen auf dem dritten Platz.
- Gesamt: Nennt die Anzahl aller Podiumsplätze (1 bis 3).

### Männer
| Platz | Name                          | Von  | Bis  | Titel | Vize | Dritter | Gesamt |
| ----- | ----------------------------- | ---- | ---- | ----- | ---- | ------- | ------ |
| 1.    | Kazuhiro Koshi                | 1998 | 2010 | 7     | 2    | 1       | 10     |
| 2.    | Hiroatsu Takahashi            | 2008 | 2016 | 4     | 2    | 1       | 7      |
| 3.    | Shinsuke Tayama               | 2007 | 2014 | 2     | 2    | 2       | 6      |
| 4.    | Kōshun Tōjō                   | 2003 | 2006 | 2     | –    | 2       | 4      |
| 5.    | Masaru Inada                  | 2000 | 2010 | 1     | 5    | 3       | 9      |
| 6.    | Hiroyuki Bamba, geb. Maruyama | 1998 | 2009 | 1     | 1    | 1       | 3      |
| 6.    | Yūki Sasahara                 | 2014 | 2016 | 1     | 1    | 1       | 3      |
| 8.    | Yuzuru Hanyūda                | 2007 | 2007 | 1     | –    | –       | 1      |
| 9.    | Yūki Nozawa                   | 1999 | 2003 | –     | 3    | 1       | 4      |
| 10.   | Yoshiharu Nakata              | 1998 | 2002 | –     | 1    | 1       | 2      |
| 11.   | Toshinari Miyamoto            | 1999 | 1999 | –     | 1    | –       | 1      |
| 12.   | Keisuke Kondō                 | 2011 | 2013 | –     | 2    | –       | 2      |
| 13.   | Noriyasu Ato                  | 2012 | 2013 | –     | –    | 2       | 2      |
| 13.   | Katsuyuki Miyajima            | 2015 | 2016 | –     | –    | 2       | 2      |
| 15.   | Takehito Naka                 | 2003 | 2003 | –     | –    | 1       | 1      |

### Frauen
| Platz | Name                       | Von  | Bis  | Titel | Vize | Dritte | Gesamt |
| ----- | -------------------------- | ---- | ---- | ----- | ---- | ------ | ------ |
| 1.    | Nozomi Komuro              | 2007 | 2016 | 8     | 2    | –      | 10     |
| 2.    | Eiko Nakayama              | 2004 | 2016 | 4     | 5    | 3      | 12     |
| 3.    | Natsuko Naka, geb. Kanke   | 2001 | 2006 | 2     | 2    | 1      | 5      |
| 4.    | Mikiko Yoshioka            | 1998 | 2001 | 2     | 2    | –      | 4      |
| 5.    | Aya Shibata                | 1998 | 1999 | 1     | –    | 1      | 2      |
| 5.    | Kayako Yamada              | 2003 | 2006 | 1     | –    | 1      | 2      |
| 7.    | Tomoko Amemiya             | 2000 | 2000 | 1     | –    | –      | 1      |
| 8.    | Takako Oguchi, geb. Ōmukai | 2008 | 2016 | –     | 4    | 5      | 9      |
| 9.    | Yoshiko Ōta                | 1998 | 2002 | –     | 1    | 3      | 4      |
| 10.   | Kazue Kineri               | 2002 | 2002 | –     | 1    | –      | 1      |
| 10.   | Kanako Takamaru            | 2003 | 2003 | –     | 1    | –      | 1      |
| 10.   | Kiyomi Yoshida             | 2001 | 2001 | –     | 1    | –      | 1      |
| 13.   | Hitomi Mizukura            | 2004 | 2005 | –     | –    | 2      | 2      |
| 14.   | Maho Katsuyama             | 2007 | 2007 | –     | –    | 1      | 1      |
| 14.   | Yoshiko Kawashima          | 2003 | 2003 | –     | –    | 1      | 1      |
| 14.   | Rie Yonekura               | 2013 | 2013 | –     | –    | 1      | 1      |